# Тройное произведение Якоби
Тройное произведение Якоби — это математическое тождество:
{\displaystyle \prod _{m=1}^{\infty }\left(1-x^{2m}\right)\left(1+x^{2m-1}y^{2}\right)\left(1+{\frac {x^{2m-1}}{y^{2}}}\right)=\sum _{n=-\infty }^{\infty }x^{n^{2}}y^{2n},}
для комплексных чисел x и y с {\displaystyle |x|<1} и {\displaystyle y\neq 0}.
Тождество предложил Карл Густав Якоб Якоби в труде Fundamenta Nova Theoriae Functionum Ellipticarum (Новые принципы в теории эллиптических функций).
Тождество тройного произведения Якоби является тождеством Макдональда для аффинных корней системы типа A1 и является формулой Вейля для знаменателей для соответствующей аффинной алгебры Каца-Муди. 

## Свойства
Доказательство Якоби основывается на теореме о пятиугольных числах Эйлера, которая сама является частым случаем тождества тройного произведения Якоби.
Пусть {\displaystyle x=q{\sqrt {q}}} и {\displaystyle y^{2}=-{\sqrt {q}}}.  Тогда имеем
{\displaystyle \phi (q)=\prod _{m=1}^{\infty }\left(1-q^{m}\right)=\sum _{n=-\infty }^{\infty }(-1)^{n}q^{\frac {3n^{2}-n}{2}}.}
Тройное произведение Якоби позволяет также переписать тета-функцию Якоби как бесконечное произведение:
Пусть {\displaystyle x=e^{i\pi \tau }} и {\displaystyle y=e^{i\pi z}.}
Тогда тэта-функцию Якоби
{\displaystyle \vartheta (z;\tau )=\sum _{n=-\infty }^{\infty }e^{\pi {\rm {i}}n^{2}\tau +2\pi {\rm {i}}nz}}
можно переписать в виде
{\displaystyle \sum _{n=-\infty }^{\infty }y^{2n}x^{n^{2}}.}
Используя тождество тройного произведения Якоби, мы можем записать тэта-функцию как произведение
{\displaystyle \vartheta (z;\tau )=\prod _{m=1}^{\infty }\left(1-e^{2m\pi {\rm {i}}\tau }\right)\left[1+e^{(2m-1)\pi {\rm {i}}\tau +2\pi {\rm {i}}z}\right]\left[1+e^{(2m-1)\pi {\rm {i}}\tau -2\pi {\rm {i}}z}\right].}
Существует много различных обозначений, используемых для выражения тройного произведения Якоби.  Оно принимает краткую форму, если его выразить в терминах q-символов Похгаммера:
{\displaystyle \sum _{n=-\infty }^{\infty }q^{\frac {n(n+1)}{2}}z^{n}=(q;q)_{\infty }\;\left(-{\tfrac {1}{z}};q\right)_{\infty }\;(-zq;q)_{\infty },}
где {\displaystyle (a;q)_{\infty }} — бесконечный q-символ Похгаммера.
Формула принимает особенно элегантный вид, когда выражается в терминах тета-функции Рамануджана.  Для {\displaystyle |ab|<1} её можно переписать как 
{\displaystyle \sum _{n=-\infty }^{\infty }a^{\frac {n(n+1)}{2}}\;b^{\frac {n(n-1)}{2}}=(-a;ab)_{\infty }\;(-b;ab)_{\infty }\;(ab;ab)_{\infty }.}

## Доказательство
Для аналитического случая см. книгу Апостола, первое издание которой было опубликовано в 1976. См. также ссылку ниже для доказательства, стимулированного физиками.